# VFW 614
El VFW 614  (también conocido como VFW-Fokker 614) fue un avión de pasajeros regional a reacción, diseñado y fabricado en Alemania Occidental en los años 70. Tan sólo fueron fabricadas unas pocas unidades de este modelo por VFW-Fokker pretendiendo que sirviese de reemplazo para los veteranos DC-3. Su rasgo más característico era el montaje de sus dos motores en pilones encima de las alas.

## Diseño y desarrollo
El VFW 614 fue uno de los primeros intentos de lanzar al mercado un avión regional a reacción, un mercado que empezó a tener éxito tras la llegada de aeronaves como la serie CRJ de Canadair o la ERJ de Embraer.
El VFW 614 fue propuesto originalmente en 1961 por el grupo Entwicklungsring Nord (ERNO), que estaba compuesto por Focke-Wulf, Hamburger Flugzeugbau (HFB) y Weser, como el E.614, una aeronave para 36-40 pasajeros equipada con dos turbofan Lycoming PLF1B-2. La industria de Alemania Occidental fue reorganizada dentro de la Vereinigte Flugtechnische Werke (VFW), que continuó con el desarrollo de un transporte civil biturbofan de corto alcance, que posteriormente pasó a denominarse VFW 614.
A pesar de que Lycoming abandonó el motor PLF1, el desarrollo de la aeronave siguió, eligiendo la planta motriz Rolls-Royce/SNECMA M45H, desarrollada especialmente para el VFW 614. En 1968, se le dio luz verde al proyecto, con un respaldo económico del 80% aportado por el gobierno.

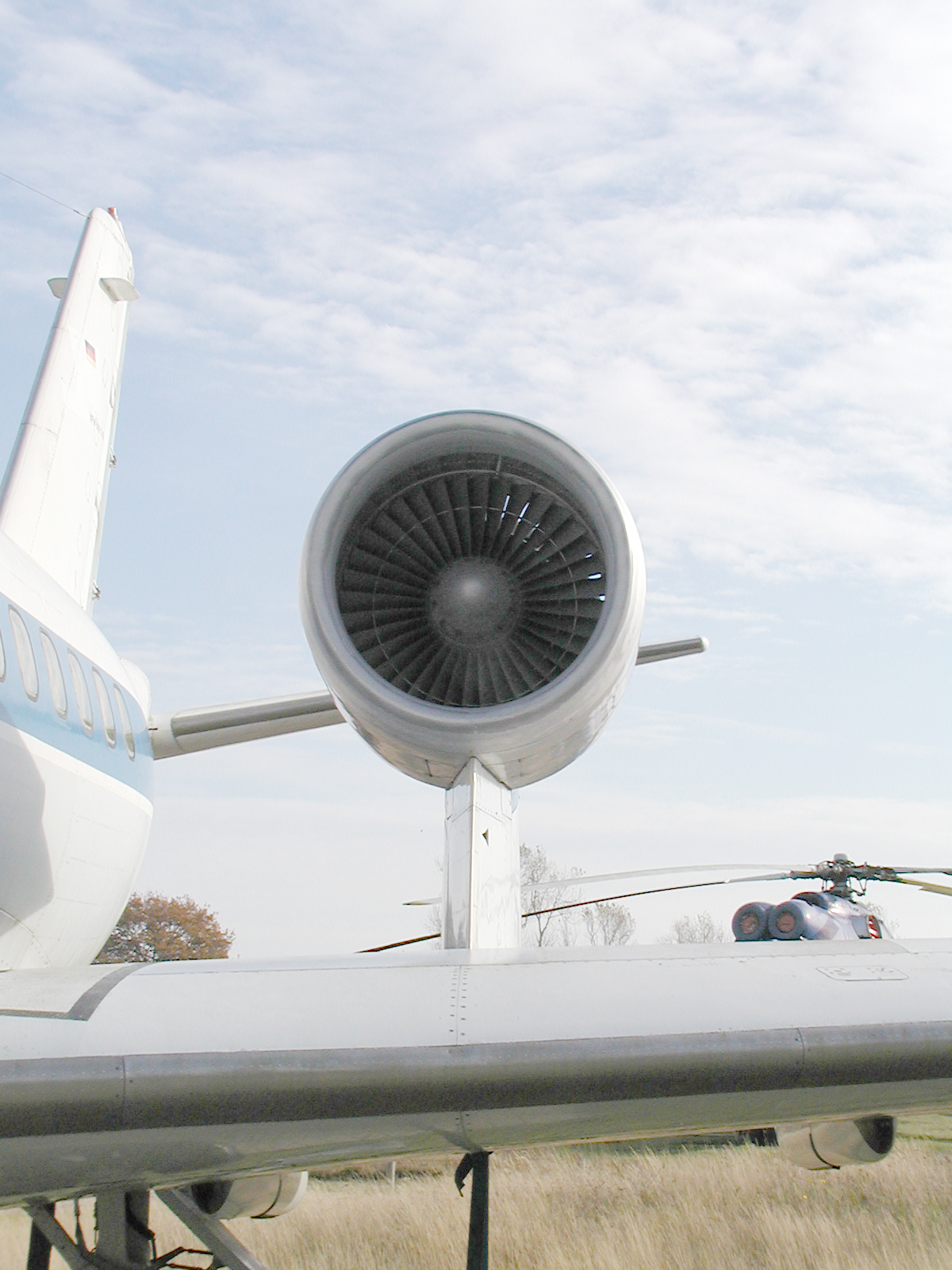
Pilón sobre el ala con el motor de Rolls Royce.

El primero de los tres prototipos fabricados voló el 14 de julio de 1971. La aeronave, un monoplano de ala baja cantilever presentaba una configuración poco convencional, con dos turbofán M45H montados en pilones sobre el extradós alar. Esta configuración fue elegida para evitar penalizaciones estructurales, y evitar problemas de ingestión de objetos. Además permitía montar un tren de aterrizaje con menor recorrido y más reforzado, lo que permitía operar al avión desde pistas en mal estado.
El desarrollo de la aeronave se retrasó y los pedidos no habían llegado, a pesar de estarse promocionado la aeronave. Tampoco ayudó la bancarrota de Rolls-Royce en 1971, que amenazó la entrega de motores. También, el primer prototipo sufrió un accidente el 1 de febrero de 1972. Para febrero de 1975, tan sólo 10 unidades habían sido encargadas. La primera aeronave de producción voló en abril de 1975, y fue entregada a la aerolínea danesa Cimber Air cuatro meses más tarde.

## Historial operativo
Tan sólo tres aerolíneas, además de la Luftwaffe con un total de 16 unidades compraron el VFW 614. La aeronave tenía un precio de venta demasiado elevado para las aerolíneas regionales a las que estaba destinado. Su producción finalizó a principios de 1978.

### Usuarios
Dinamarca
- Cimber Air recibió dos aeronaves.

 Francia
- Air Alsace compró tres aeronaves.

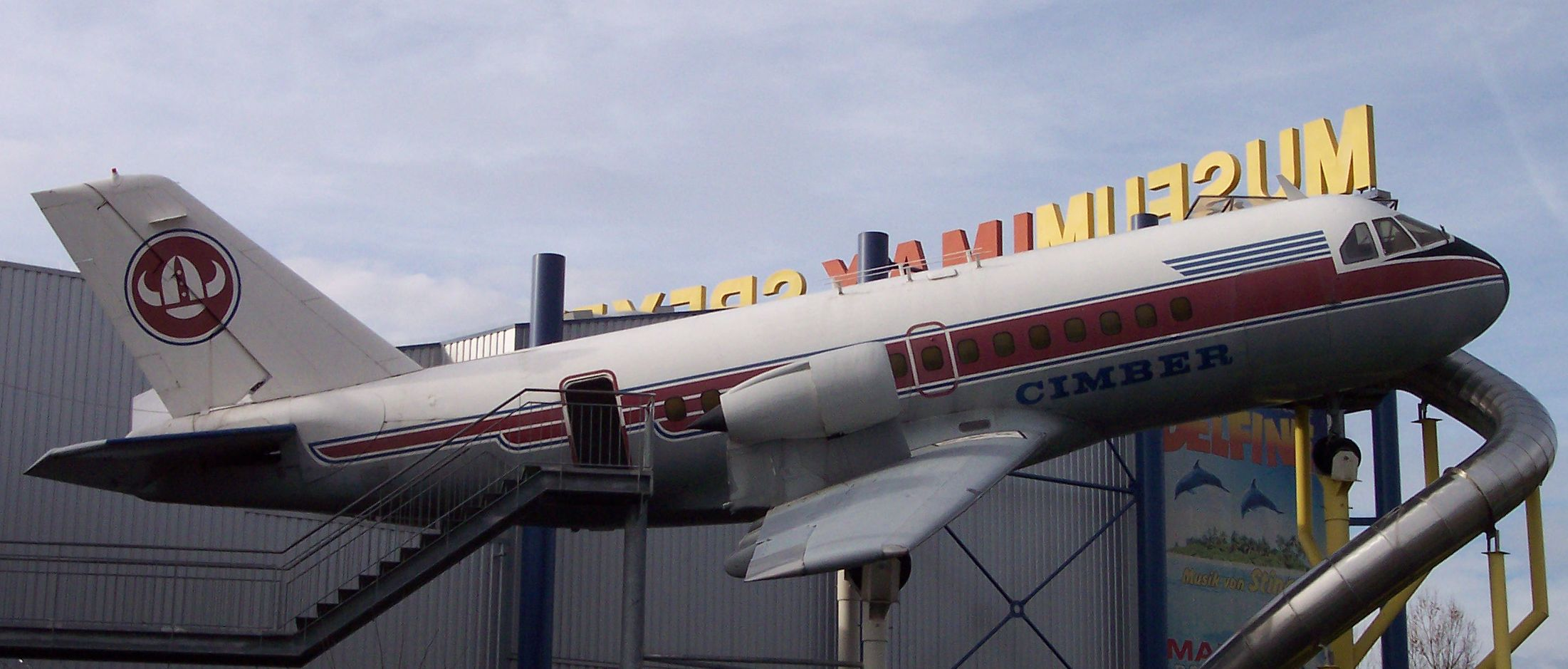
VFW 614 Cimber Air

- Touraine Air Transport compró ocho aeronaves, siendo su principal usuario.

 Alemania Occidental
- Luftwaffe recibió tres aeronaves.

## Aeronaves en exposición
Hay un VFW 614 en exposición en el Deutsches Museum situado en Munich, en el Aeronauticum de Nordholz, otro en la zona de visitantes en el Aeropuerto de Bremen, otro también en el Technikmuseum Speyer y un cuarto empleado como aeronave de prácticas en el Lufthansa Resource Technical Training situado en el Aeropuerto de Cotswold, Reino Unido.

## Especificaciones[8]

### Características generales
- Tripulación: 2
- Capacidad: 44 plazas
- Longitud: 20,60 m
- Envergadura: 21,50 m
- Altura: 7,84 m
- Superficie alar: 64 m² (688,9 ft²)
- Planta motriz: 2× turbofán Rolls Royce/Snecma M45H.
  - Empuje normal: 32,3 kN (3294 kgf; 7261 lbf) de empuje cada uno.

### Rendimiento
- Velocidad máxima operativa (Vno):  615 km/h
- Alcance: 1200 km (648 nmi; 746 mi)
- Radio de acción: km
- Alcance en combate: km
- Alcance en ferry: km
- Techo de vuelo: 7620 m (25 000 ft)

### Aeronaves similares
- Yakovlev Yak-40

### Listas relacionadas
- Anexo:Aviones de línea regionales